# Ergun Ercins
Ergun Metin Ercins (* 1. Januar 1935 in Eskişehir; † 21. Juli 1986 in Istanbul) war ein türkischer Fußballspieler und -trainer. Durch seine Tätigkeit für Galatasaray Istanbul wird er mit diesen Vereinen assoziiert. Er war ein wichtiger Teil jener Galatasaray-Mannschaft, die mit Spielern wie Metin Oktay, Kadri Aytaç, Suat Mamat und Turgay Şeren den türkischen Fußball in den 1950er und 1960er Jahren stark beeinflusste.

## Spielerkarriere

### Die ersten Jahre
Ercins begann mit dem Fußball 1950 in seiner Heimatstadt Eskişehir. Hier spielte er bis ins Jahr 1953 für den örtlichen Fußballklub Eskişehir Gençlik. Anschließend wechselte er 1953 mit Eskişehir Şekerspor zu einem der damals erfolgreichsten Vereine von Ercins’ Geburtsstadt Eskişehir. Zum Zeitpunkt seines Wechsels zu Şekerspor existierte in der Türkei keine landesübergreifende Profiliga. Stattdessen existierten in den Ballungszentren wie Istanbul, Ankara, Izmir, Adana, Trabzon und Eskişehir regionale Ligen, von denen die İstanbul Profesyonel Ligi (dt.: Istanbuler Profiliga) als die renommierteste galt. Şekerspor spielte in der Eskişehir Futbol Ligi (dt.: Fußballliga Eskişehir) und zählte mit einer gewonnenen Meisterschaften zu den erfolgreicheren Vereinen der Liga. Ercins spielte für Şekerspor eine Spielzeit in dieser Liga. Im Sommer nahm er mit der türkischen U-18-Nationalmannschaft an der UEFA-Juniorenturnier 1954 teil und beendete dieses Turnier mit seiner Mannschaft als Vierter. Dadurch fiel er den größeren Vereinen auf und wurde eines der gefragtesten Jungspieler der Sommertransferperiode 1954.

### Galatasaray Istanbul
Zur Saison 1954/55 wechselte Ercins zum Traditionsvereine Galatasaray Istanbul. Trotz seines jungen Alters von 19 Jahren wurde Ercins auf Anhieb vom Cheftrainer Gündüz Kılıç, einer früheren Spielerlegende Galatasarays, in der Startformation eingesetzt und absolvierte 17 der 18 möglichen Ligaspiele für seinen Verein. Mit seinem Verein beendete er die Saison als Meister der Istanbuler Profiliga und gewann damit seinen ersten Titel auf Vereinsebene. Im August 1955 musste Ercins aufgrund einer Verletzung operiert werden und fiel nahezu die gesamte Saison aus. Erst am letzten Spieltag gab er im Derby gegen den Erzrivalen Fenerbahçe Istanbul sein Comeback. Mit seinem Team gelang in dieser Saison die Titelverteidigung in der Istanbuler Meisterschaft. In der folgenden Saison verpasste Ercins mit seiner Mannschaft die Titelverteidigung und wurde hinter dem Erzrivalen Fenerbahçe Vizemeister. In dieser Spielzeit war Ercins verletzungsbedingt nicht unangefochten als Stammspieler gesetzt und absolvierte acht der möglichen 18 Ligaspiele. Nachdem er bis zum November 1957 noch fast alle Ligaspiele seiner Mannschaft absolviert hatte, musste er im Januar 1958 wegen einer Meniskusverletzung erneut operiert werden und fiel bis zum April aus. Anschließend kehrte er in die Mannschaft zurück und absolvierte die alle verbliebene Spiele seiner Mannschaft. Nachdem der Erfolgstrainer Kılıç in der vergangenen Saison die Titelverteidigung verfehlt hatte, übernahm zur neuen Saison mit Musa Sezer ein neuer Trainer die Mannschaft, wurde aber bereits nach neun Spieltagen durch den Schotten George Dick ersetzt. Unter diesem Trainer erreichte Ercins’ Mannschaft in der Saison 1957/58 die Meisterschaft der Liga und beendete aber die nächste Saison hinter Fenerbahçe als Vizemeister.
Ab Frühjahr 1959 nahm Ercins mit der Mannschaft an der neugegründeten und landesweit ausgelegten Millî Lig (der heutigen Süper Lig) teil. Diese Liga löste die regionalen Ligen in den größeren Ballungszentren, wie z. B. die Istanbuler Profiliga, als höchste türkische Spielklasse ab. In der ersten Spielzeit der Millî Lig wurde die Meisterschaft in zwei Runden ausgetragen. In der ersten Runde fand das Ligasystem in zwei separaten Gruppen stand. In der zweiten Runde entschieden die beiden Gruppenersten in einem Finale mit Hin- und Rückspiel die Meisterschaft unter sich. Ercins nahm mit seiner Mannschaft in der Gruppe Rot am Wettbewerb teil und beendete die Gruppenphase als Tabellenerster. Anschließend spielte die Mannschaft mit Fenerbahçe in einem Hin- und Rückspiel die erste türkische Meisterschaft aus und unterlag dem Erzrivalen. Ercins absolvierte nahezu alle Spiele seiner Mannschaft. Zur zweiten Spielzeit dieser Liga wurde nach drei titellosen Spielzeiten Dick durch den Italienischen Trainer Leandro Remondini ersetzt. Auch unter diesem Trainer behielt Ercins seinen Stammplatz und absolvierte alle Pflichtspiele für seinen Klub. Sein Team vergab in dieser Saison die Meisterschaft weit abgeschlagenen auf dem 3. Tabellenplatz an Beşiktaş Istanbul.
Nachdem der Klub vier Jahre lang ohne Meisterschaftstitel geblieben war, wurde zum Sommer 1960 mit Gündüz Kılıç wieder jener Trainer verpflichtet mit dem der Verein Mitte der 1950er Jahre zwei Mal Istanbuler Meister werden konnte. Kılıç, der auch für die Verpflichtung Ercins’ verantwortlich gewesen war, setzte ihn in der Milli-Lig-Saison 1960/61 in nahezu allen Ligaspielen ein. Die Mannschaft spielte unter Gündüz’ Leitung in dieser Saison bis zum letzten Spieltag mit dem Erzrivalen Fenerbahçe Istanbul um die Türkischen Meisterschaft und vergab sie dann mit einem Punkt Unterschied. Die nachfolgende Spielzeit, die Spielzeit 1961/62, beendete Ercins’ Team mit dem Gewinn der ersten Türkischen Meisterschaft der Vereinsgeschichte. In dieser Saison spielte Ercins in den Mannschaftsplanungen von Kılıç eine wichtige Rolle und absolvierte erneut nahezu alle Pflichtspielpartien.
Nach diesem Erfolg lehnte Ercins eine Vertragsverlängerung mit Galatasaray ab, versuchte im Sommer 1962 zum Erzrivalen Fenerbahçe zu wechseln und unterschrieb mit diesem sogar einen Zweijahresvertrag. Nachdem aber Fenerbahçe die von Galatasaray geforderter Ablösesumme von 45.000 Türkischer Lira nicht zu zahlen bereit war, verlor dieser Vertrag seine Gültigkeit. Kurz vor Ende der Transferperiode verlängerte Ercins seinen Vertrag bei Galatasaray um weitere zwei Jahre. In der Saison 1962/63 gelang seiner Mannschaft die Titelverteidigung in der türkischen Meisterschaft. Ercins' Team gewann in dieser Saison auch den neu eingeführten Türkischen Fußballpokal und wurde damit sowohl erster türkischer Pokalsieger als auch erster türkischer Double-Sieger. Zudem wurde im Europapokal der Landesmeister 1962/63 das Viertelfinale und damit die bis dato beste Platzierung einer türkischen Mannschaft in diesem Wettbewerb im Speziellen und in allen europäischen Vereinswettbewerben im Allgemeinen erreicht. Im Viertelfinale scheiterte die Mannschaft an AC Mailand. Ercins absolvierte in der Hinrunde dieser Saison lediglich die Spiele im Europapokal der Landesmeister und begann erst mit der Hinrunde wieder durchgängig zu spielen. Nachdem er zuletzt keine befriedigenden Leistungen zeigt wurde er seitens Kılıç Mitte April 1963 aus dem Kader suspendiert und fehlte den Rest der Saison.
In der neuen Saison misslang es Ercins zwar sich als unumstrittener Stammspieler durchzusetzen, jedoch wurde er vom Trainerstab regelmäßig eingesetzt. In dieser Saison verpasste die Mannschaft in der Liga den Anschluss an die Tabellenspitze und beendete die Saison auf dem dritten Tabellenplatz. In der nächsten Spielzeit gelang es ihm allerdings nicht mehr an seine früheren Leistung anzuknüpfen. Stattdessen absolvierte er in Saison lediglich zwei Ligaspiele. Auch in der Saison 1964/65 verspielte seine Mannschaft die Meisterschaft. In den beiden letzten Spielzeiten 1963/64 und 1964/65 holte die Mannschaft aber zum zweiten und dritten Mal den Türkischen Fußballpokal. Dadurch wurde Ercins auch Teil jener Mannschaft, die zum ersten Mal den Türkischen Fußballpokal drei Mal in Folge gewinnen konnte. Nachdem die Mannschaft die letzten zwei Jahre türkischen Meisterschaft titellos geblieben war, wurde im Sommer 1967 eine Revision bei Galatasaray beschlossen. Für die Defensive und das Mittelfeld wurden die Spieler Ahmet Tuna Kozan, Ergün Acuner, Ertan Gürkan, Tuncer İnceler, Ergün Acuner und Bekir Türkgeldi verpflichtet um und aus dem bestehenden Kader einige Spieler auf die Verkaufsliste gesetzt, u. a. Ercins. Dabei erklärte Galatasaray für Ercins keine Ablösesumme verlangen zu wollen.

### Vefa Istanbul und Ispartaspor
Nachdem Ercins die letzten zwei Spielzeiten bei Galatasaray kaum Spieleinsätze bekommen hatte und zuletzt auf die Verkaufsliste gesetzt worden war, wechselte er im Sommer 1965 zusammen mit seinem langjährigen Teamkollegen Candemir Berkman zum Stadt- und Ligarivalen Vefa Istanbul. Bei diesem Verein etablierte er sich auf Anhieb zum Leistungsträger und absolvierte bis zum Dezember 1965 alle Ligaspiele. In der Partie vom 26. Dezember 1965 gegen den Hauptstadtvertreter MKE Ankaragücü brach sich Ercins den Arm. Erst im Februar 1966 konnte er wieder eine Ligapartie absolvieren, fiel allerdings nach dieser Partie den Rest der Saison aus. In der nächsten Saison absolvierte er lediglich vier Partien für Vefa.
Nachdem seine Karriere in der Spielzeit 1967/68 undokumentiert geblieben war, übernahm er als Spielertrainer den Zweitligisten Ispartaspor, spielte hier ein Jahr und beendete anschließend seine Karriere.

### Nationalmannschaft
Ercins begann seine Karriere bei den türkischen Nationalmannschaften 1954 mit einem Einsatz für die türkische U-18-Nationalmannschaft. Im Rahmen des UEFA-Juniorenturniers 1954 wurde Ercins in das Turnieraufgebot der türkischen U-18-Auswahl nominiert und absolvierte nahezu alle Turnierspiele seines Teams. In der Gruppenphase des in Deutschland ausgetragenen Turniers, setzt sich türkische Auswahl souverän gegen Belgien, Österreich, Schweiz und Luxemburg als Tabellenerster durch und erreichte das Halbfinale. Im Halbfinale traf die Mannschaft auf den Gastgeber Deutschland. Gegen das Team um Torjäger Uwe Seeler unterlag Ercins' Team nach einer umkämpften Partie mit 1:2 und musste im Spiel um Platz 3 gegen Argentinien antreten. Dieses Spiel verlor die Mannschaft mit 0:1 und beendete das Turnier als Vierter.
1957 wurde Ercins im Rahmen eines Testspiels gegen die Polnische Nationalmannschaft vom türkischen Nationaltrainer László Székely in die türkische Nationalmannschaft nominiert und gab bei dieser Partie sein A-Länderspieldebüt.
1958 und 1959 spielte er für die zweite Auswahl der türkischen Nationalmannschaft, der Türkische B-Nationalmannschaft.
Sein letztes Länderspiel machte er am 27. November 1960 gegen die Bulgarische Nationalmannschaft.

## Trainerkarriere
Bereits in seiner letzten Saison als Fußballspieler arbeitete er bei Ispartaspor als Spielertrainer und beendete die Saison mit dem Klub auf dem 3. Tabellenplatz. Zur neuen Saison übernahm er den Istanbuler Zweitligisten Feriköy SK. Diesen betreute er bis zum Saisonende und trat anschließend von seinem Amt zurück.

## Tod
Am 21. Juli 1986 verstarb Ercins. Er wurde am nächsten Tag nach dem Mittagsgebet in der Istanbuler Moda-Moschee auf dem Karacaahmet Friedhof beigesetzt.

## Erfolge
Mit Galatasaray Istanbul
- Meister der İstanbul Profesyonel Ligi: 1954/55, 1955/56, 1957/58
- Türkischer Meister: 1961/62, 1962/63
- Türkischer Pokalsieger: 1962/63, 1963/64, 1964/65
- TSYD-Istanbul-Pokalsieger: 1963/64
- Viertelfinalist im Europapokal der Landesmeister: 1962/63

Mit der türkischen U-18-Nationalmannschaft
- Vierter beim UEFA-Juniorenturnier: 1954